# فولکس‌واگن گلف ام‌کا۵

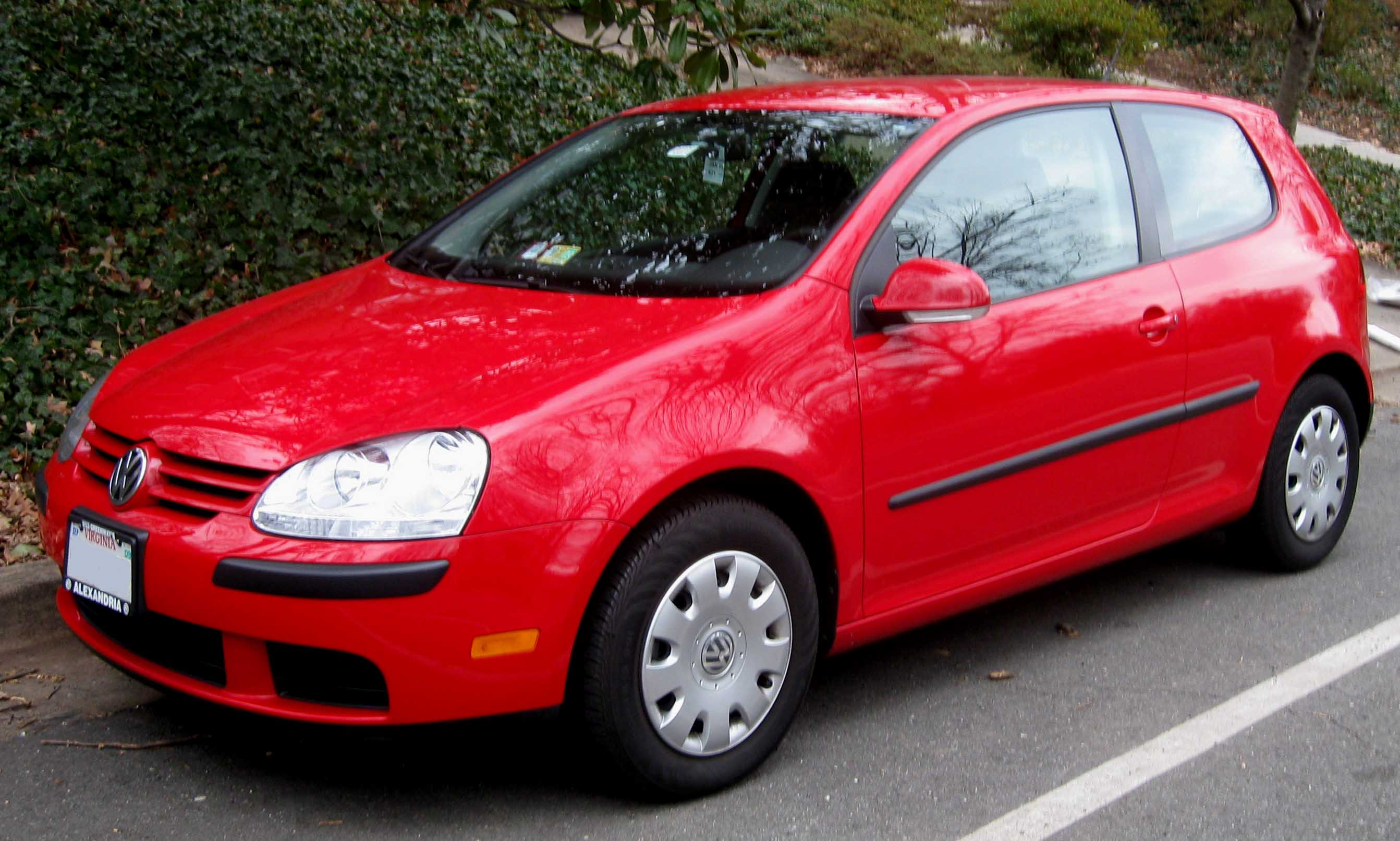

فولکس‌واگن گلف ام‌کا۵ (Volkswagen Golf Mk۵) خودرویی است که از سال ۲۰۰۳ تا ۲۰۰۹ در آلمان، آفریقای جنوبی، برزیل، چانگچون، جمهوری خلق چین، جاکارتا، اندونزی، آلمان، جاکارتا و اندونزی تولید شده‌است. طراحی آن موتور جلو، خودرو محور جلو و خودرو چهار چرخ محرک بوده طول آن در حالت طبیعی ۴٬۲۰۴ میلیمتر (۱۶۵٫۵ اینچ) است. سیستم جعبه‌دندهٔ آن به دو صورت خودکار و دستی است.

## نگارخانه

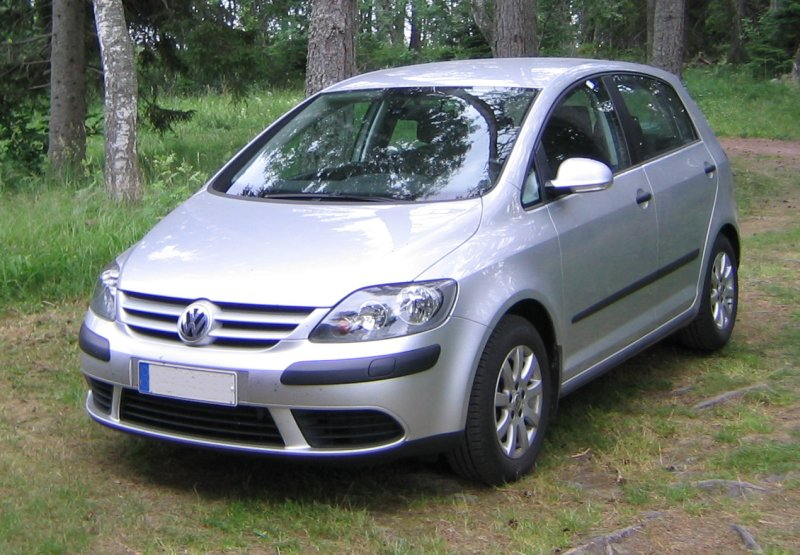
گلف پلاس 2004 تا کنون
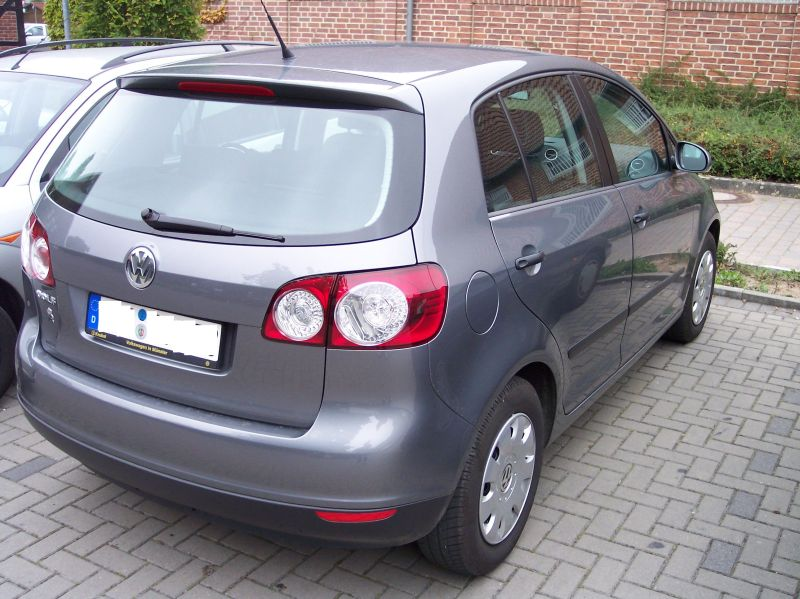
گلف پلاس (نمای عقب) 2004 تا کنون
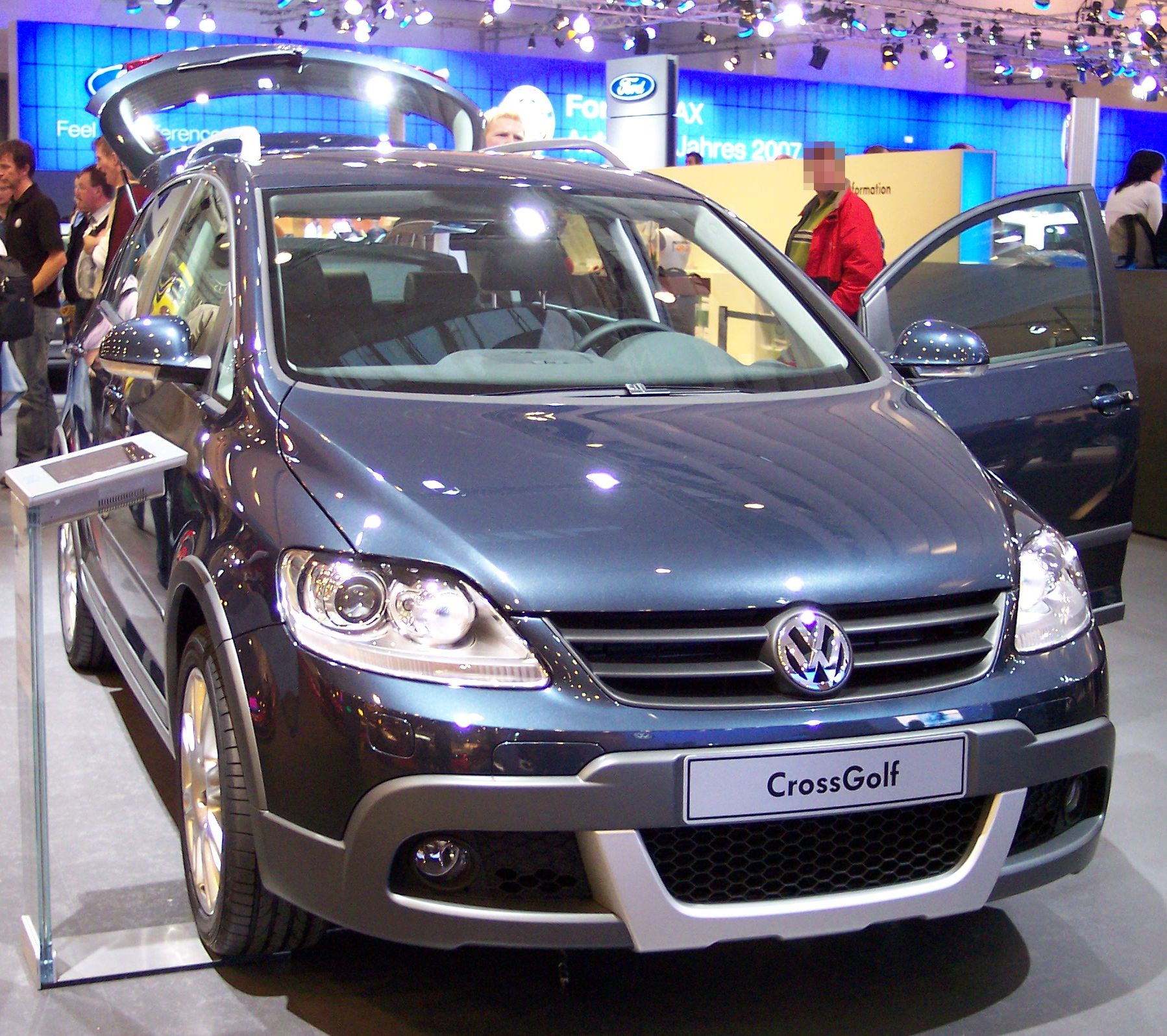
کراس گلف 2006 تا کنون